# Cajuri
Cajuri is een gemeente in de Braziliaanse deelstaat Minas Gerais. De gemeente telt 4.106 inwoners (schatting 2009).

## Aangrenzende gemeenten
De gemeente grenst aan Coimbra, São Miguel do Anta en Viçosa.